# Tinagma minutissima
Tinagma minutissima är en fjärilsart som beskrevs av Otto Staudinger 1880. Tinagma minutissima ingår i släktet Tinagma och familjen skäckmalar. Inga underarter finns listade i Catalogue of Life.